# Molí del Majà
El Molí del Majà és un molí fariner del municipi d'Estaràs inclòs en l'Inventari del Patrimoni Arquitectònic de Catalunya.

## Descripció
Antic molí fariner situat a la dreta del riu Sió, al peu del Km. 5, de la carretera LV-1005 de Sant Guim de Freixenet a Sant Ramon, que passa per Estaràs. Concretament, la masia de Cal Majà és una de les cases disseminades que formen part del poble de Gàver. L'edifici de l'antic moli se'ns presenta remodelat, adossat a altres construccions d'ús agrícola, de planta rectangular i estructurat a partir de planta baixa, primer pis, segon pis i golfes, i amb coberta a doble vessant. L'element més destacable conservat de l'antic molí és la bassa situada a la part posterior de l'edifici i que fins fa pocs anys s'utilitzava com a piscina particular, i és d'estructura irregular. L'obra presenta un parament paredat, amb trams obrats amb maó, restes d'arrebossat i també presència de carreus en les estructures d'algunes obertures.

## Història

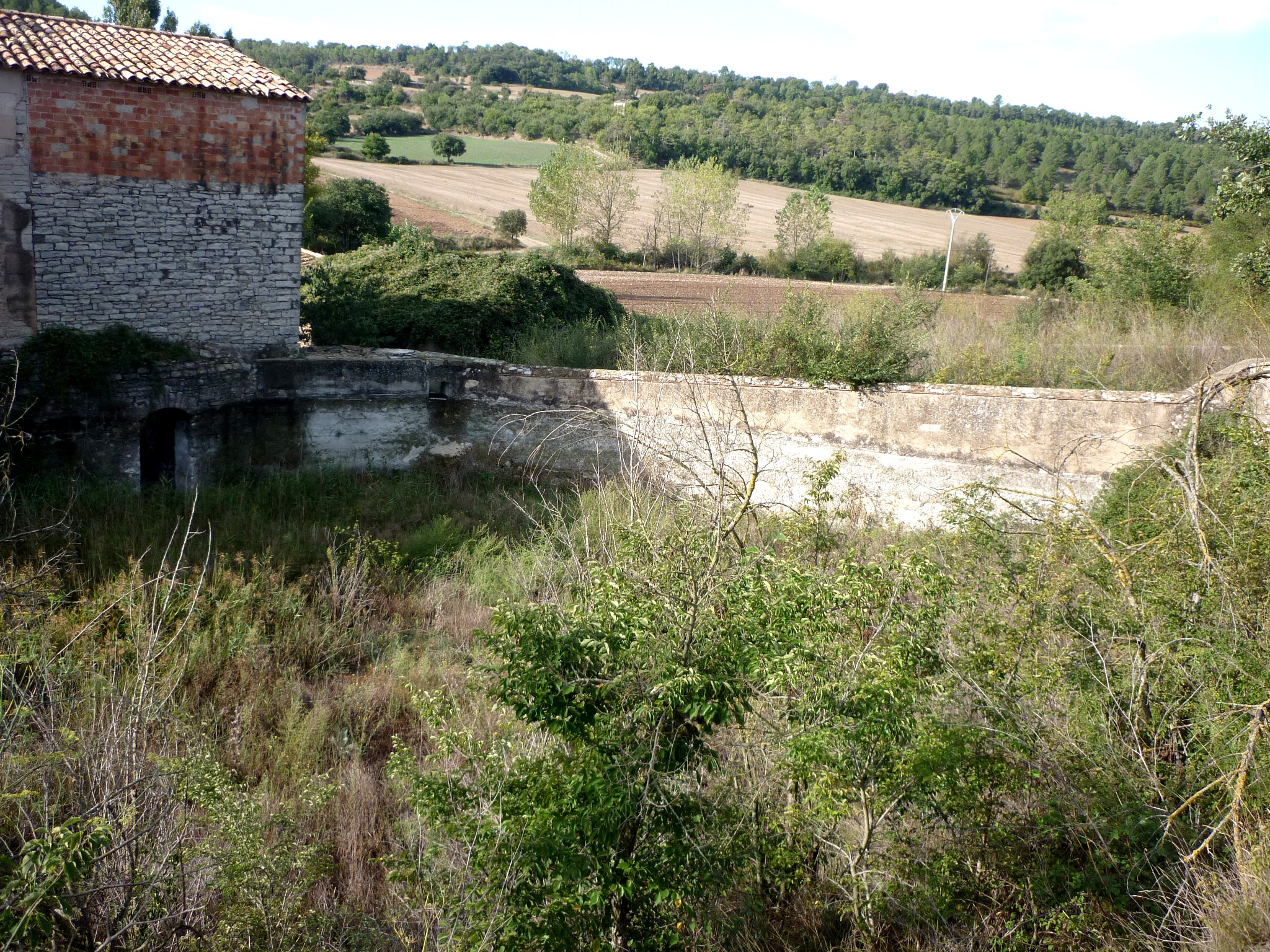
Bassa del molí

Desconeixem l'època en què va ser construït el molí però la família Majà conserva un document del 15 de desembre de 1567 en que, davant del notari públic de Cervera D. Segimon Porta, la família Erill cedeix perpètuament en emfiteusi a Anton Majà, pagès de Gàver, tot aquell molí ruïnós amb bassa, aigües i conductor amb la condició que havia de reparar el molí. La família ha tingut el molí en funcionament fins entrada la segona meitat del segle xx.
Aquest molí compartia l'aigua del riu Sió amb dos molins, de la mateixa familia MAJÂ, situats al terme municipal d'Estaràs, que actualment estan desapareguts i amb un altre a Santa Fe, que està abandonat. La documentació familiar ha determinat que aquest molí va començar a funcionar a partir del 1567 fins a principis de la dècada dels anys setanta del passat segle.
El molí fariner de la Segarra necessitava una gran bassa per poder emmagatzemar el màxim d'aigua per al seu funcionament. Una de les parts més importants era el cacau, que es bastia a un extrem de la bassa i tenia com a funció regular la pressió de l'aigua en la seva caiguda. Del cacau, l'aigua passava d'un canal a un rodet normalment de pedra i disposat horitzontalment. El moviment giratori del rodet es transmetia a l'eix de fusta, eix que tenia el seu extrem superior l'hèlix de ferro que anava encaixada a la mola superior. Aquesta pedra girava sobre una mola inferior fixada. La pressió de les dos moles convertia el grà amb farina.